# Baljurk (Den Haag)

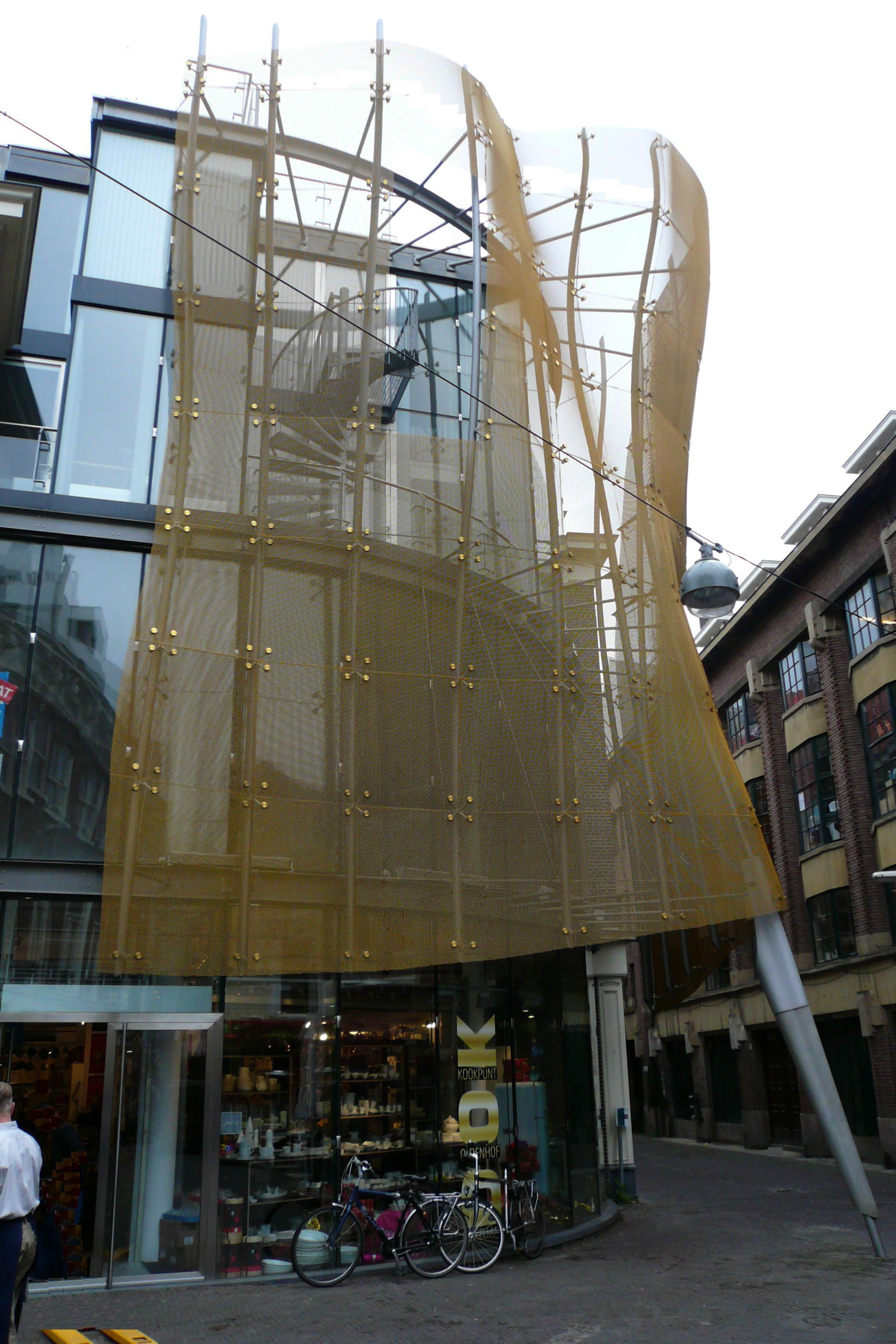
De Baljurk in de Kettingstraat

De Baljurk is een goudkleurige, dubbel gekromde gevel van staalweefsel op het pleintje tussen de Kettingstraat en het Achterom in het centrum van Den Haag.

## Het project
Het project de Baljurk bestaat uit tien historische winkelpanden. Omdat de woonruimten boven de winkels nioet meer door de winkeliers bewoond werden, stonden deze al geruime tijd leeg. Vanwege het ontbreken van een zelfstandige ontsluiting waren deze ruimten ongeschikt om deze woonruimtes aan derden te verhuren. De locatie werd door Gerard Stevers in 2004 aangekocht en deze vroeg architect Eric Vreedenburgh van Archipelontwerpers om een ontwerp te maken. In dit ontwerp zijn negen van de tien historische gevels behouden c.q. herbouwd. Archter deze gevels is een opgetild maaiveld gerealiseerd, dat als een gemeenschappelijke buitenruimte functioneert. Vanuit dit rolstoel toegankelijke niveau worden alle woningen ontsloten. Onder dit maaiveld bevindt zich een grote winkelruimte. 
Als herinnering aan het vloeibare verloop van het oorspronkelijke straat Het Achterom en met referentie naar de zwierige Art Nouveau architectuur in de directe omgeving is er voor gekozen in het tiende pand, het hoekpand , de geschiedenis door te laten lopen. Dit is het pand met de Baljurk: een dubbele gevelconstructie, een glazen pui als bouwfysische huid waaromheen een voile van geweven staal is gedrapeerd. Deze voile filtert  het felle van deze zuidgevel. Het project werd helemaal afgekraakt door de Haagse welstand , echter doordat wethouder Bruno Bruins contraire ging is het plan alsnog gerealiseerd. Hierna kreeg het de Haagse stadprijs en werd het later opgenomen in de 'European Collection Architecture'  van 2009.  

De restauratie en renovatie van enkele panden in die twee straten, waaronder 'de Baljurk', heeft in 2005 de Nieuwe Stad Prijs ontvangen. De daarbij horende €10.000 werd besteed aan verlichting van het plein. De Baljurk is ontworpen door Archipelontwerpers.

### Oude panden
Waar mogelijk werden de oude panden gerestaureerd, soms bleef alleen de gevel staan. Een van die panden was een koffiehuis uit 1906. De naam van de kastelein die het liet bouwen, staat in de gevel: N. (Nicolaas) W. van Haarelem. Een ander pand had een gevel van Berlage.

### Nieuw pand
Het hoekpand werd achter vervangen door een nieuw pand, dat omhuld werd door de goudkleurige Baljurk. Het ontwerp is van Eric Vreedenburgh. Op de begane grond verhult de rok van de Baljurk het achterste deel van DOK cookware, de nieuwe kookwinkel in de Passage.

## Archeologische vondsten
Voor de aanvang van het project werd in 2002 de grond nauwkeurig onderzocht. Daarbij werden resten aangetroffen van een pand uit de 15de eeuw, dat aan de Haagse Beek stond, die vandaaruit naar de Hofsingel stroomde.